# Rubus argutus
Rubus argutus — вид квіткових рослин із родини трояндових (Rosaceae).

## Біоморфологічна характеристика

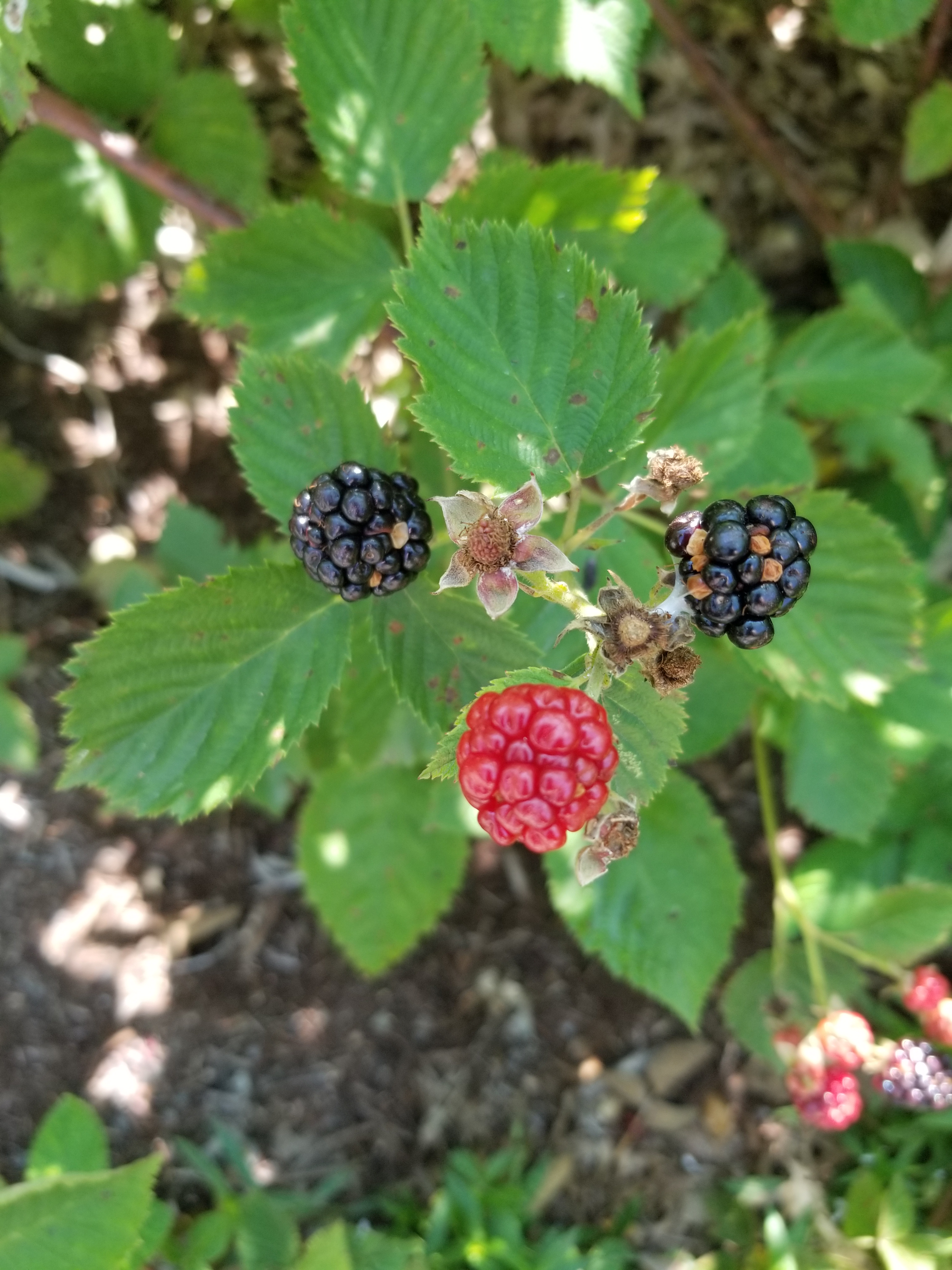
плоди

Це листопадний кущ. Утворює скупчення від прямовисних до дугоподібних, колючих дворічних стебел з дерев'янистого кореневища; стебла можуть бути довжиною 100–300 см. Стебла дають лише листя, але не цвітуть у перший рік, утворюючи квітучі гілки на другий рік, а потім відмирають після плодоношення. Стебла злегка дерев'янисті, від світло-зеленого до темно-червоного забарвлення, міцні, кутасті, борознисті або ребристі, безволосі; вони мають гострі колючки довжиною менше 0.6 см, які прямі або злегка вигнуті. Рослина може швидко поширюватися, утворюючи зарості. Чергові листки пальчасто складні. 1-річні стебла мають пальчасте листя з 5 листочками; листочки 7.6–15 × 2.5–5.7 см, від еліптичної до яйцюватої форми, гостро-зубчасті. 2-річні стебла мають пальчасте листя з 3 листочками; листочки схожі на листочки 1-річних стебел, але трохи менші за розміром. Верхня поверхня листочків середньо-зелена або жовтувато-зелена, жилки безволосі чи рідко вкриті притиснутими волосками. Нижня поверхня листочків блідо-зелена з помітними прожилками, жилки безволосі чи рідко вкриті притиснутими волосками, а між жилками безволоса або рідко волосиста. Ніжки листків від світло-зелених до жовтувато-зелених, безволосі чи криті притиснутими волосками, мають невеликі колючки вздовж нижньої сторони. Суцвіття з 5–20 квіток у довжину приблизно 5–15 см. Квітки 2–2.5 см в поперечнику, складаються з 5 білих пелюсток, 5 світло-зелених чашолистків, зеленуватої складної маточки та кільця з безліччю тичинок. Широко розкинуті пелюстки мають довгасту або еліптичну форму, а чашолистки ланцетні, загнуті назад і густо вкриті притиснутими білими волосками. Квітує пізньої весни. Плоди (багатокістянки) — досить великі й соковиті, від кулястої до яйцеподібної форми, завдовжки 8–16(25) мм; у зрілості вони змінюють колір з яскраво-червоного на чорний. Кожна кістяночка містить одне жовте насіння.

## Ареал
Зростає у східній частині США (Алабама, Арканзас, Коннектикут, Делавер, Флорида, Джорджія, Іллінойс, Індіана, Кентуккі, Луїзіана, Массачусетс, Меріленд, Мен, Міссурі, Міссісіпі, Північна Кароліна, Нью-Джерсі, Огайо, Оклахома, Пенсильванія, Род-Айленд, Південна Кароліна, Техас, Вірджинія, Західна Вірджинія); інтродукований до Японії, Нової Зеландії, на Гаваї.
Населяє сухі або вологі зарості та узлісся. Займає рідколісся, савани, прерії, поля, луки, болота, скелі, піщані дюни, піщаний ґрунт, порушені ділянки, сухий або вологий ґрунт; на висоті до 1400 метрів.

## Використання
Плоди вживаються сирими чи вареними. Смак від кислого до солодкого.
Коріння є протигемороїдальним, протиревматичним, в'яжучим, стимулюючим і тонізуючим засобом. Настій коренів або листя можна використовувати для лікування діареї та ревматизму.
Має агролісівницьку цінність проти ерозії. R. argutus задовільно росте на безплідних і неродючих ґрунтах, займає еродовані ділянки.
З плодів отримують барвник від пурпурного до тьмяно-синього.